# Julia Marcus
Julia Marcus (auch Julia Tardy-Marcus, geb. 24. Dezember 1905 in St. Gallen, gest. 17. Juli 2002 in Champcueil, Île-de-France) war eine Schweizer Ausdruckstänzerin und Choreografin, Tanzkritikerin und Übersetzerin. Sie wurde als Grotesktänzerin und Tanzpantomimin mit politischen und sozialkritischen Parodien erfolgreich.

## Leben und Werk
Julia Marcus ist die Tochter des Schweizer Musikpädagogen Otto Marcus (1878–1942) und von Christine Wilhelmine Julie Marcus, geborene Brink. Nach der Scheidung ihrer Eltern musste sie mit 13 Jahren von der Schule abgehen und wurde von ihrer Mutter in eine Stickereifabrik geschickt, wo sie Hilfsarbeiten machte. Abends besuchte sie eine Gewerbeschule, lernte Stenografie und Maschinenschreiben. Die Freizeit verbrachte sie mit ihrem Bruder in der Jugendbewegung „Wandervogel“.
Sie beschloss Tänzerin zu werden, nachdem sie eine dramatisierte Fassung von Johanna Spyris Kinderbüchern Heidi im Stadttheater St. Gallen gesehen hatte, die mit Tanzeinlagen von Tänzern der Émile-Jaques-Dalcroze-Schule aufgeführt wurde. Sie nahm Tanzstunden bei der Dalcroze-Lehrerin Margrit Forrer-Birbaum. Das nötige Geld verdiente sie als Aktmodell. Dies galt zwar als anstössig, doch die erst 16-jährige Julia Marcus tanzte bald im Ensemble von Forrer-Birbaum bei Auftritten mit. Von 1923 bis 1925 bildete sie sich in Bewegungskunst bei Suzanne Perrottet in der Schule von Rudolf von Laban in Zürich aus. Anschliessend wurde sie Schülerin von Mary Wigman in Dresden, von der sie 1927 ein Diplom erhielt. Während der Schweizerischen Ausstellung für Frauenarbeit 1928 in Bern präsentierte sie mit dem Solo „Ägyptisches Lied“ ihre erste eigene Choreographie.
Von 1927 bis 1933 war sie Mitglied des klassischen Ballettensembles der Deutschen Oper Berlin. Nebenher trat sie als Tanzpantomimin in dem von Leon Hirsch gegründeten Kabarett „Die Wespen“ auf. Ihre politischen Überzeugungen als Kommunistin arbeitete sie zunehmend in ihre Auftritte ein. Sie tanzte meist in grotesk grossen Masken, die der Berliner Künstler Erich Goldstaub für sie entwarf. In ihrer „Hitler-Parodie“ hüpfte sie als lebendiges Hakenkreuz zum Marsch Einzug der Gladiatoren über die Bühne. Im „Kabarett der Komiker“ am Kurfürstendamm parodierte sie mit einer riesigen Maske den amerikanischen Blackface-Darsteller Al Jolson. Zum Repertoire gehörte auch die Nummer „Die Nähmaschine“, in der sie den mechanischen Tretrhythmus und die Erschöpfung einer Näherin nachahmte. Von September 1931 bis Januar 1933 war sie regelmässig mit avantgardistischen Tanzparodien in Werner Fincks Kabarett „Die Katakombe“ zu sehen. Ihr letztes Stück war der furiose „Walzer 1933“, bei dem sie eine Handtasche in eine Gasmaske verwandelte, die am Ende ihr Gesicht bedeckte.
Durch das „Gesetz zur Wiederherstellung des Berufsbeamtentums“ vom April 1933 verloren alle, die als „politisch unzuverlässig“ verdächtig oder jüdischer Abstammung waren, ihre Arbeit an Schulen und Theatern. Julia Marcus, die unter dem Nationalsozialismus als „Halbjüdin“ galt, wurde wegen „staatsfeindlicher Gesinnung“ aus dem Opernensemble entlassen. Die Möglichkeit zur legalen Ausreise bot ihr im Herbst 1933 die Teilnahme an einem Choreografiewettbewerb in Warschau, auf dem sie eine Auszeichnung für den besten Grotesktanz (Gandhi und der britische Löwe) erhielt. Die deutsche Presse nannte ihren Auftritt eine „wertzersetzende Darbietung“.
Julia Marcus emigrierte über Polen nach Paris, wo sie zunächst ohne Visum illegal und mittellos lebte. Mit kleinen Auftritten hielt sie sich über Wasser und wohnte mit anderen Emigranten in einem billigen Hotel. Anderthalb Jahre gab sie Gymnastikunterricht in einem Sanatorium, konnte zeitweise als Dozentin an der Pantomime-Schule von Jean-Louis Barrault arbeiten. 1936 tanzte sie mit dem amerikanischen Tänzer und Choreografen Jérôme Andrews im Théâtre de la Gaîté, 1937 trat sie in einer humoristischen Tanzaufführung im Theater Grand Guignol am Pigalle auf. Im Jazzclub Bal Nègre auf dem Montparnasse gehörte sie bald zu einem Kreis um Jacques Prévert und Robert Desnos, wo sie dem französischen Ingenieur Daniel Tardy begegnete. 1938 heiratete sie ihn. Die Ehe bot ihr während der deutschen Besetzung Frankreichs im Zweiten Weltkrieg Schutz. Als 1942 Juden auch in Frankreich den gelben Stern tragen mussten und die Kontrollen der Gestapo zunahmen, erschien sie nur noch gelegentlich als Solistin mit kurzen komödiantischen Stücken oder zusammen mit anderen Tänzern. Sie hatte mehrere Auftritte mit Valeska Gert. Ihre letzte Choreografie war 1945 „En attendant la pluie.“
Nach dem Zweiten Weltkrieg gab Julia Marcus das Tanzen auf. Sie blieb in Paris und begann Tanz- und Theaterkritiken für die Neue Zürcher Zeitung, das St. Galler Tagblatt und französische Literaturmagazine zu schreiben. Sie übersetzte Bücher über Tanz sowie politische Literatur vom Französischen ins Deutsche und umgekehrt, darunter Josephs Wulfs Biografie über Martin Bormann (Martin Bormann, l’ombre de Hitler, Gallimard 1962). In Erinnerung an die in Auschwitz ermordete russische Tänzerin Tatjana Barbakoff stiftete sie 1986 einen Tanzpreis und 1988 zu Ehren von Nelly Sachs, mit der sie befreundet war, einen Übersetzungspreis. Ihrem Freund Robert Desnos widmete sie 1990 ein von Mechtild Kalisky geschaffenes Denkmal im Pariser Vorort Massy, wo sie bis zu ihrem Tod lebte.

## Belege